# Île aux Bénitiers
L'île aux Bénitiers est un îlot inhabité de l'océan Indien situé au nord du Morne sur la côte sud-ouest de l'île principale de la république de Maurice.

## Géographie
Formé par la barrière de corail, c'est un lieu d'excursion touristique apprécié qui se trouve à 500  mètres en face de La Gaulette. L'île aux Bénitiers mesure deux kilomètres de long selon un axe nord-sud pour une largeur maximale de 500 mètres. Sa surface est de 500 hectares.
Une formation de corail, le Corail de cristal (Crystal Coral rock) se trouve au large de l'île (quelques centaines de mètres à l'ouest) donnerait son nom à l'île. Cette formation est un lieu touristique important.

### Galerie

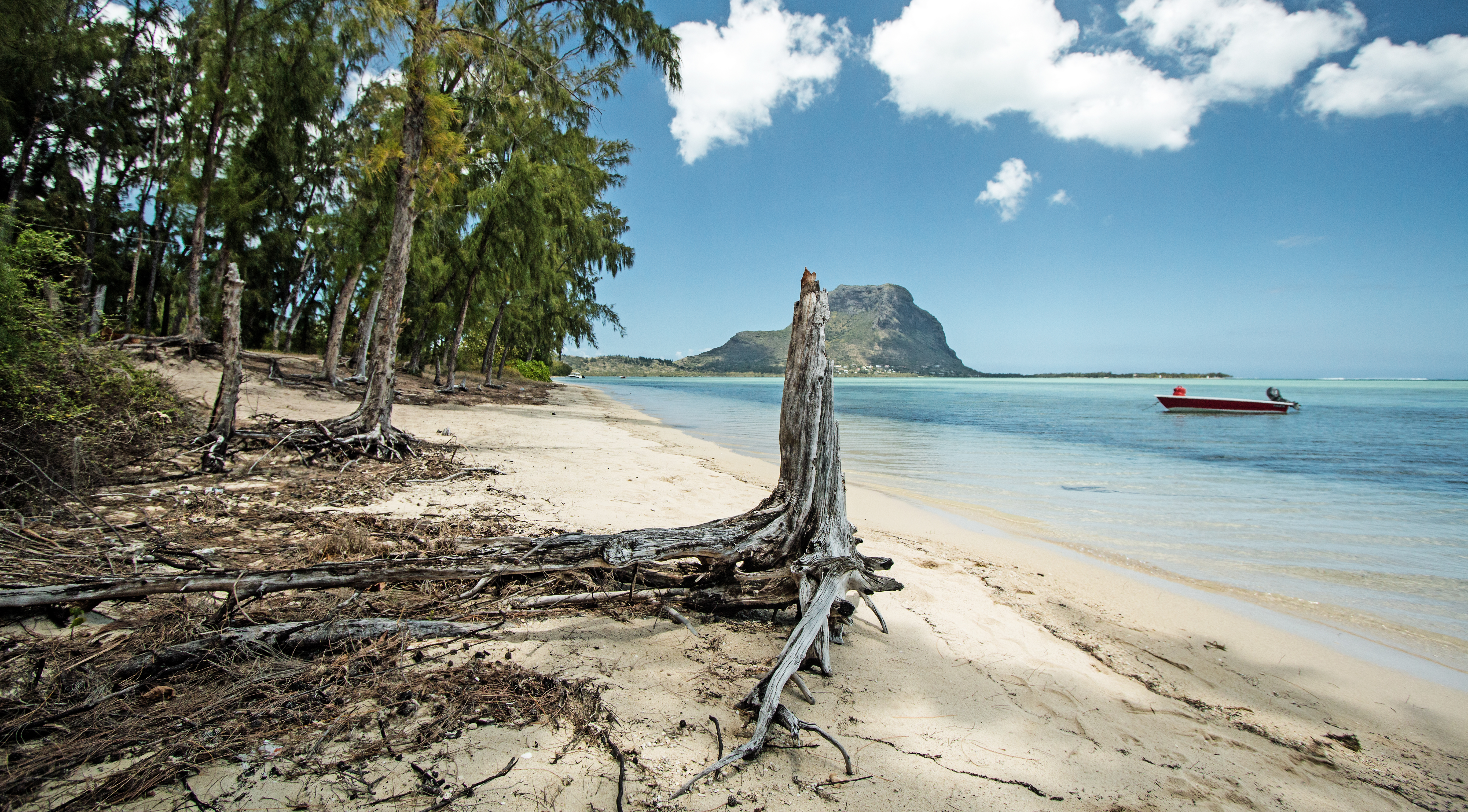
Île aux Bénitiers, vue depuis la plage, avec le Morne Branant en arrière-plan.
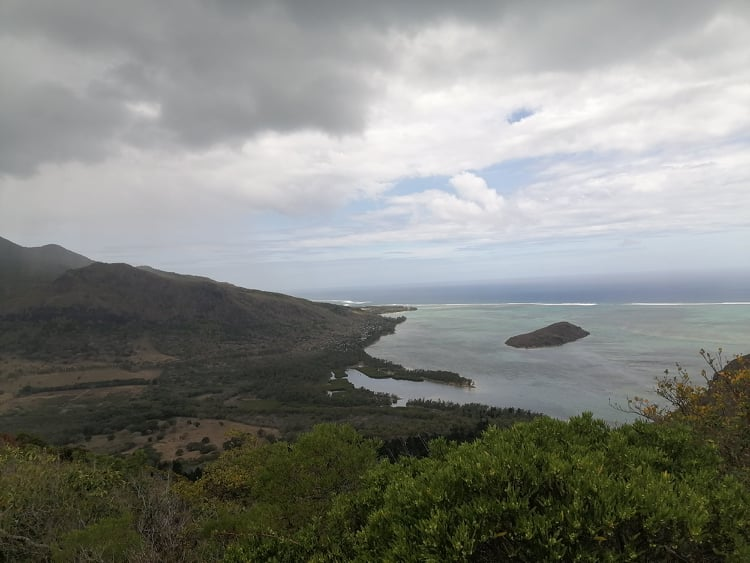
Île aux Bénitiers (vue depuis le Morne Brabant)
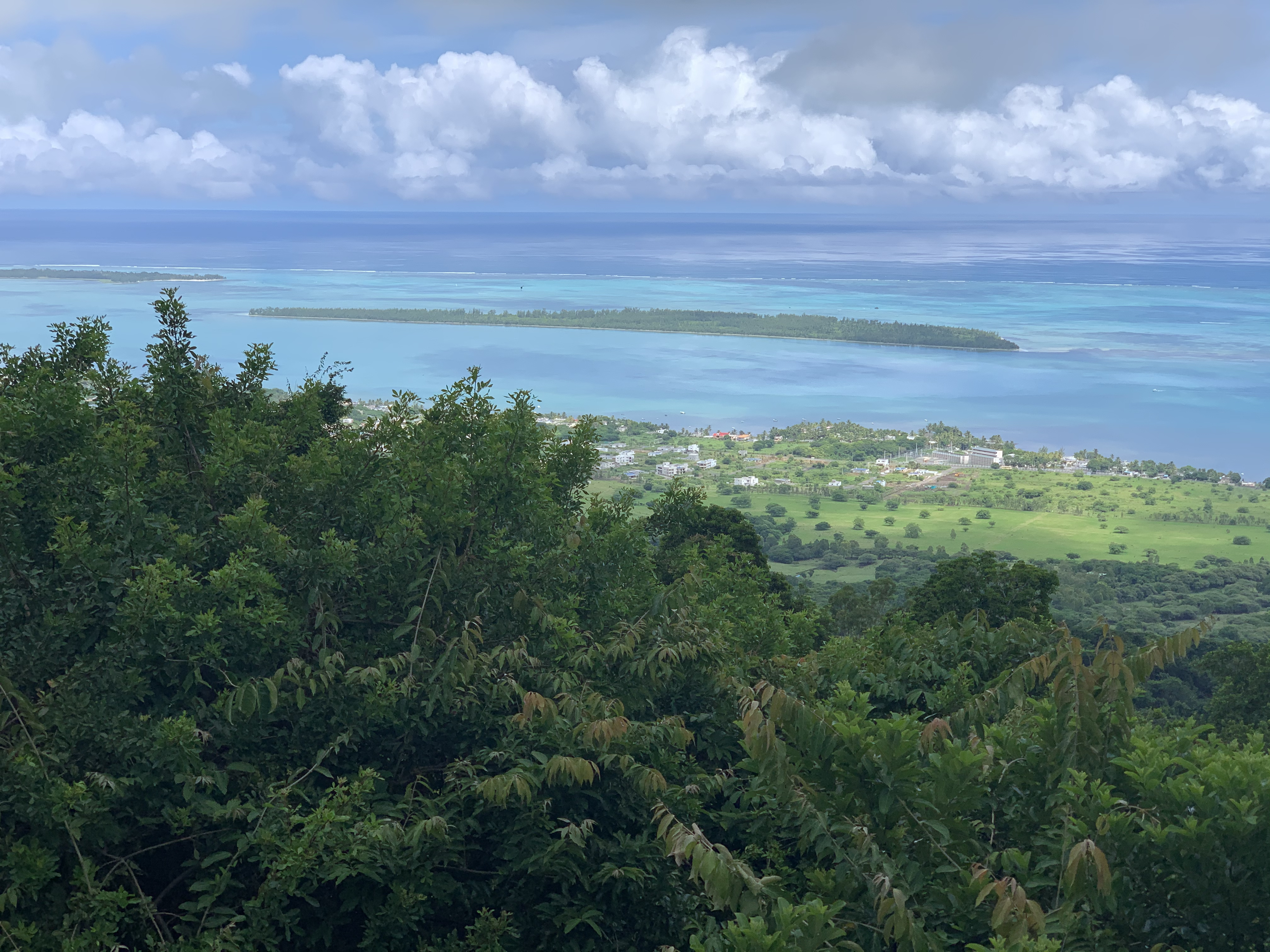
Île aux Bénitiers depuis le belvédère de Chamarel
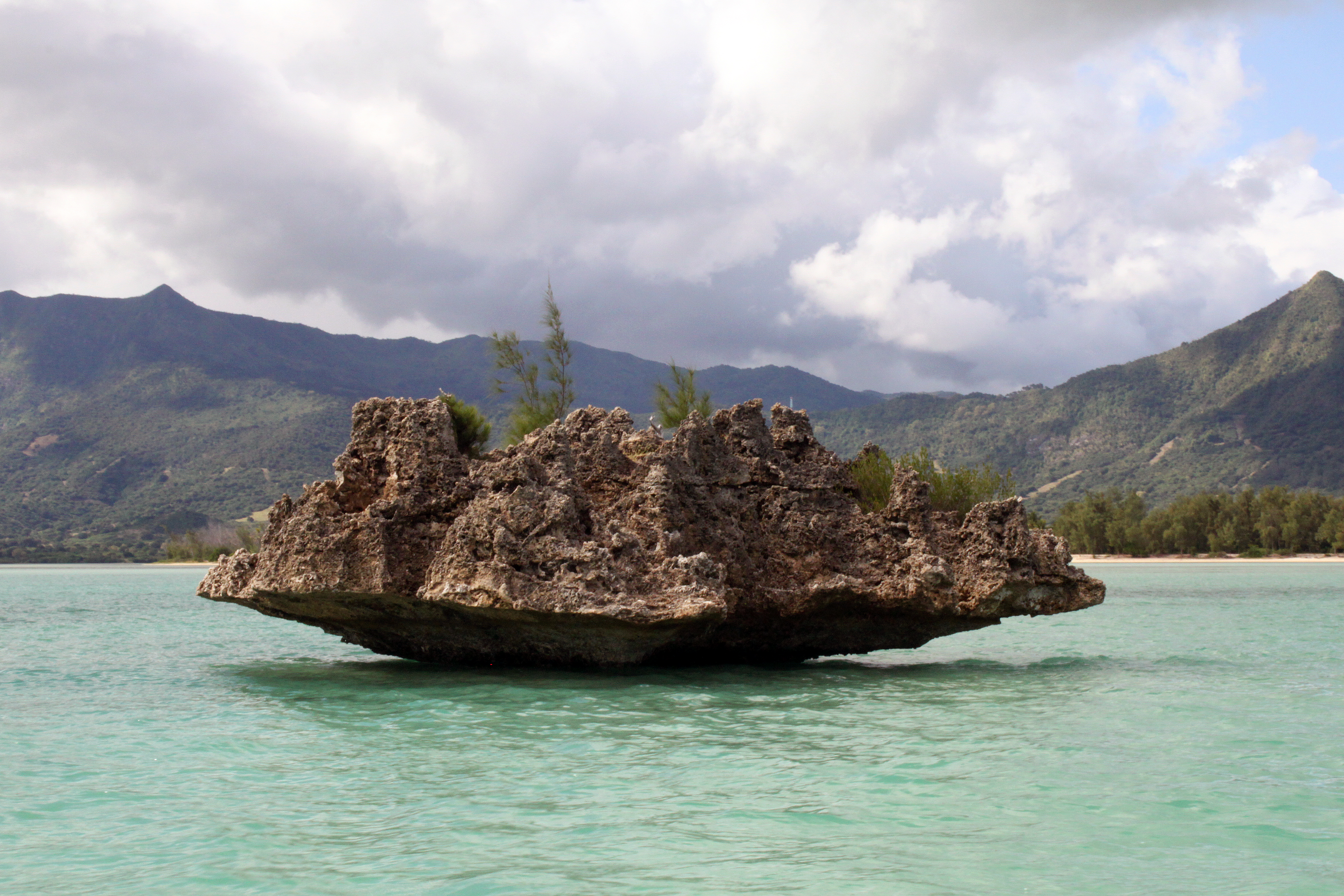
Le Corail de cristal

## Administration
L'île dépend administrativement du district de Rivière Noire. Elle est parfois appelée l'Islot du Morne.
Le projet d'installation d'hôtels sur l'île fait régulièrement l'objet d'oppositions.